# Ofikleid

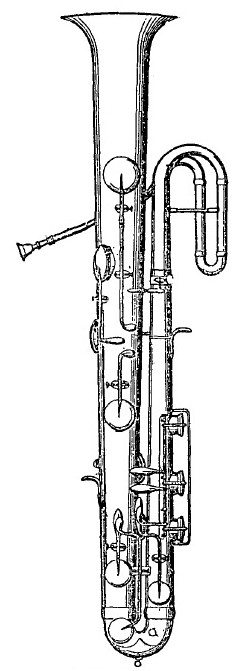
Ofikleid med klaffar

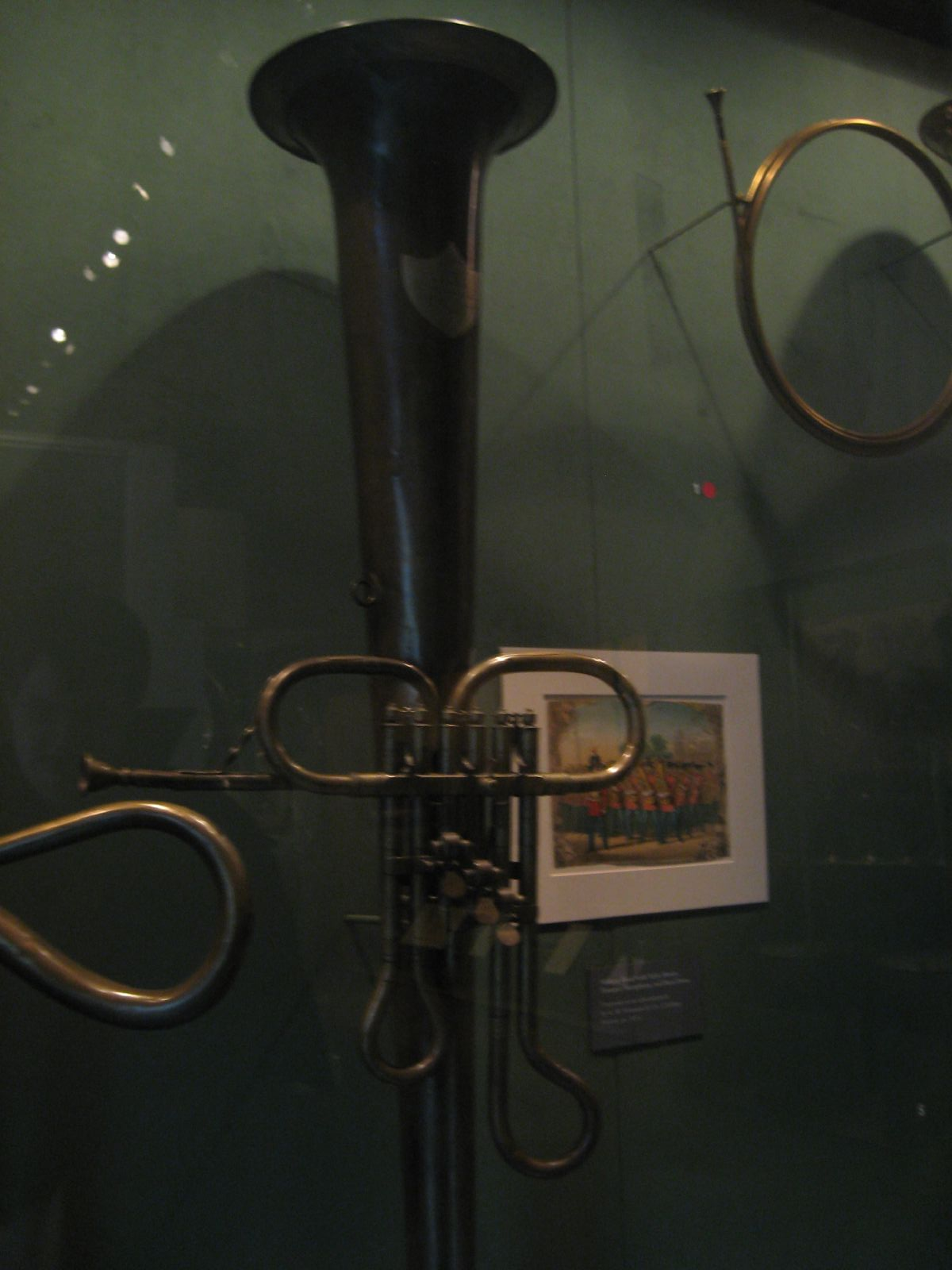
Ofikleid med ventiler

Ofikleid är en familj musikinstrument i bleckblåsfamiljen, och betecknar de största medlemmarna i familjen av klaffhorn, utvecklat av Jean Hiliaire Asté och som han tog patent på 19 juli 1817. Ofikleiden har likheter med en fagott.
Namnet ofikleid betyder serpent med klaffar, från grekiska ófis (’orm’) och kleis (’klaff’), och instrumentet blev då också utvecklat som en förbättring av serpenten. Serpenten var svår att spela rent, och hade en dålig klang. Tonhålen var placerade där man lättast kunde nå dem, i stället för där det var bäst akustiskt sett. Asté tillverkade röret av metall, i motsats till serpenten som var i trä, och han placerade nio tonhål i korrekt position, och använde stora klaffar till att täcka dem. Nyare instrument har dock vanligtvis 11 eller 12. Några senare modeller tillverkades med ventiler; en hade tre ventiler och var därmed egentligen en primitiv tuba, och en hade en ventil och 5 klaffar.
När tuban gjorde sitt intåg i mitten av 1800-talet tog den raskt över efter ofikleiden, men instrumentet blir fortfarande använt ibland för att spela musik skriven för det. 

## Ofikleidfamiljen
- Altofikleid (i F eller Ess)
- Basofikleid (i C, B eller Ass)
- Kontrabasofikleid (i Ess)

## Musik för ofikleid
- Auber: La Muette de Portici
- Berlioz: The Damnation of Faust, Benvenuto Cellini, Symphonie Fantastique, Les Troyens
- Mendelssohn: Elias, En midsommarnattsdröm
- Meyerbeer: l'Africaine, Les Huguenots, Robert le Diable
- Schumann: Paradies und die Peri
- Spontini: Olimpie
- Wagner: Rienzi